# Odontomelus luctuosus
Odontomelus luctuosus is een rechtvleugelig insect uit de familie veldsprinkhanen (Acrididae). De wetenschappelijke naam van deze soort is voor het eerst geldig gepubliceerd in 1909 door Bolívar.